# Estella Agsteribbe

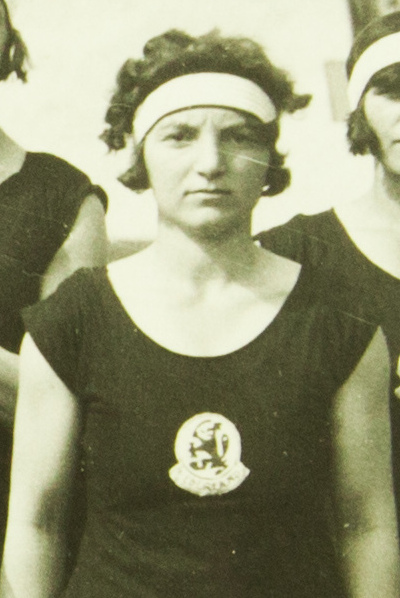
Estella Agsteribbe (1928)

Estella „Stella“ Agsteribbe (* 6. April 1909 in Amsterdam; † 17. September 1943 im Vernichtungslager Auschwitz) war eine niederländische Kunstturnerin.
Etwa die Hälfte der niederländischen Turnerinnen bei den Olympischen Spielen 1928 in Amsterdam waren jüdischer Abstammung. So auch Estella Agsteribbe, später Estella Blits-Agsteribbe. Sie wurde Olympiasiegerin im Mehrkampf mit der niederländischen Mannschaft, zu der außer Agsteribbe noch Elka de Levie, Helena Nordheim, Anna Polak, Jacoba Stelma, Jacomina van den Berg, Alida van den Bos, Anna van der Vegt, Petronella van Randwijk und Hendrika van Rumt gehörten. Es war der erste Gewinn einer Goldmedaille niederländischer Frauen in der Geschichte der Olympischen Spiele.
Im September 1943 wurde sie gemeinsam mit ihrer sechsjährigen Tochter Nanny und ihrem zweijährigen Sohn Alfred im Vernichtungslager Auschwitz ermordet. Ihr Ehemann, Samuel Blits, starb am 28. April 1944 in Auschwitz. 
Mit Ausnahme von Elka de Levie wurden auch die übrigen jüdischen Turnerinnen der Goldriege von 1928 von den Nationalsozialisten ermordet: Helena Nordheim, Anna Polak und Ersatzturnerin Judikje Simons.
In der westfriesischen Ortschaft Heerhugowaard ist eine Straße nach ihr benannt.